# 조 브라이언트
조 브라이언트(Joe Bryant, 본명: 조셉 워싱턴 "젤리빈" 브라이언트, 본명 영어: Joseph Washington "Jellybean" Bryant, 1954년 10월 19일~2024년 7월 16일)는 미국의 프로 농구 선수이자 코치였다. NBA(전미 농구 협회)의 필라델피아 세븐티식서스, 로스앤젤레스 클리퍼스, 휴스턴 로키츠에서 뛰었다. 또한 이탈리아의 여러 팀과 프랑스의 한 팀에서 뛰었다. 브라이언트는 2005년부터 2007년까지 WNBA 로스앤젤레스 스파크스의 수석 코치였으며 2011년 WNBA 시즌의 나머지 기간 동안 그 자리로 복귀했다. 브라이언트는 또한 일본과 태국에서도 코치를 맡았다. 그의 아들인 농구선수 코비 브라이언트가 농구 명예의 전당에 헌액됐다.